# 永世县
永世县，中国古县名，位于今江苏省溧阳市境内。西晋初由永平县更名而来，后分置平陵县，隋朝曾短暂废县，唐初废县设溧阳县。

## 历史

### 前身
秦始皇二十六年（前221），秦灭六国，分天下为三十六郡，置溧阳县，属鄣郡。溧阳县辖今溧阳市、南京市溧水区东南部及高淳区境域，当时县治不详，东汉时县治位於固城（今南京市高淳区固城镇）。
三国时期吴黄武元年（222），孙权建立吴国，废溧阳县建制，东境置永平县，县治古县（今溧阳市天目湖镇古县村）。西境则辟为屯田，设屯田都尉。

### 首度设县
西晋太康元年（280），司马炎灭吴，改永平县为永世县，县治仍在古县；同时废溧阳都尉，复置溧阳县，县治固城。
永兴元年（304）， 析永世县西境置平陵县，县治设於平陵城（今溧阳市南渡镇古城村）。
永嘉四年（310），析吴兴、丹阳二郡部分地区置义兴郡，郡治阳羡县（今宜兴市市区），永世、平陵二县改属义兴郡。不久重属丹阳郡。
南朝宋元嘉九年（432），废平陵县，分其地并入永世、溧阳二县。
隋开皇九年（589），隋灭陈，废除原六朝所置江南各郡县。废永世县并入溧阳县，属蒋州（州治石头城，今南京市）。

### 二度设县
隋开皇十一年（591），析溧阳县之西北置溧水县。次年（592）复置永世县，属宣州，县治仍旧。溧阳、永世二县属宣州，州治宛陵（今安徽省宣城市）。
开皇十八年（598），再废溧阳县，并入溧水县，属蒋州。
唐武德三年（620），再废永世县，并析溧水县东境再次复置溧阳县，属扬州（州治江宁县，今南京市），县治设於今溧阳市南渡镇旧县村。此溧阳县即今溧阳市之前身，自此，溧阳县境趋于稳定，与今溧阳市辖境大抵相符。